# Cleveland (Oklahoma)
Pour les articles homonymes, voir Cleveland (homonymie).
La ville américaine de Cleveland est située dans le comté de Pawnee, dans l’État de l’Oklahoma. Lors du recensement de 2010, elle comptait 3 251 habitants.

## Source
- (en) Cet article est partiellement ou en totalité issu de l’article de Wikipédia en anglais intitulé « Cleveland, Oklahoma » (voir la liste des auteurs).